# (5539) Limporyen
(5539) Limporyen (1965 UA1) – planetoida z pasa głównego asteroid okrążająca Słońce w ciągu 3,8 lat w średniej odległości 2,44 j.a. Odkryta 16 października 1965 roku.